# Pick-Up Racing
A Pickup Racing foi uma competição de automobilismo do Brasil disputada por picapes de grande porte.

## História
O campeonato foi idealizado pelo piloto Paranaense Gerson Marques e foi disputado pela primeira vez no ano de 2001. Com o falecimento de Gerson no ano de 2004, o campeonato seguiu com o trabalho de seus filhos Gerson Marques Júnior e Gue Marques, juntamente com o amigo Darwin Lima.
A partir de 2002 e até 2005 as picapes eram movidas a gás natural veicular - GNV, sendo a primeira categoria no mundo a utilizar esse combustível em competições e a responsável pelo desenvolvimento do GNV no Brasil, em um projeto realizado em parceria com a Petrobras. Os motores bi-turbo movidos a GNV desenvolviam cerca de 350cv de potência.
Em 2006, a categoria continuou com a configuração mecânica bi-turbo mas passou a ser abastecida com álcool (Etanol).
Em 2007 o título ficou com o catarinense Marcel Wolfart, mas este foi decidido sub-júdice. O catarinense só conseguiu finalmente assumir o número 1 em seu carro na penúltima etapa da temporada 2008, que foi vencida pelo paulista Gustavo Sondermann da equipe Gramacho Stedile.
No ano de 2008, a categoria foi incorporada a Stock Car Brasil, passando a ter algumas das provas seguindo o calendário da categoria principal.
Em 2009 já fazendo parte da Stock Car, foram utilizadas as carrocerias das pick-up´s cabine dupla GM S-10 e Mitsubishi L-200, sob o mesmo chassi tubular e motores V8 da Stock Car.
Em 2010, manteve-se a parte mecânica das pick-up´s e as carrocerias foram substituídas pela carroceria da GM Montana, dando origem a Copa Montana, onde se tornou a nova categoria de acesso a Stock Car principal.

### Copa Montana
Em 10 de março de 2010 foi anunciada a fusão da categoria com a Stock Car Light (Copa Vicar), criando a Copa Chevrolet Montana, nova divisão de acesso à categoria principal da Stock Car.

## Campeões
| Ano  | Campeão            | Equipe                    | Carro           |
| ---- | ------------------ | ------------------------- | --------------- |
| 2001 | João Campos        |                           |                 |
| 2002 | João Campos        |                           |                 |
| 2003 | João Campos        |                           |                 |
| 2004 | João Campos        | Maino Racing              | Ford Ranger     |
| 2005 | João Campos        | João Campos Motorsport    | Ford Ranger     |
| 2006 | Cláudio Ricci      | Vidroforte/Mahle/Azambuja | Chevrolet S10   |
| 2007 | Marcel Wolfart     | Exatidão-American Oil     | Ford Ranger     |
| 2008 | Gustavo Sondermann | Gramacho-Stedile          | Chevrolet S10   |
| 2009 | Julio Campos       | AMD Racing                | Mitsubishi L200 |